# Areial
Areial is een gemeente in de Braziliaanse deelstaat Paraíba. De gemeente telt 6.441 inwoners (schatting 2009).
De gemeente grenst aan Montadas, Pocinhos, Esperança en Algodão de Jandaíra.